# Peroxydase de raifort
Pour les articles homonymes, voir HRP.
La peroxydase de raifort (HRP, de l'anglais horseradish peroxidase) est une oxydoréductase qui catalyse la réaction :
2 donneurs phénoliques + H2O2  {\displaystyle \rightleftharpoons }  2 radicaux phénoxyle du donneur + 2 H2O.
Cette enzyme est très utilisée en biochimie, notamment lors de protocoles de détection de molécules lors d'immunohistochimie ou d'immuno-blot (western blot), ainsi que pour son action catalytique lors des réactions d’oxydoréduction. Il s'agit d'une hémoprotéine dont on connaît de nombreuses isoformes, variant notamment par la nature des oses qui leur sont liés, la plus étudiée étant l'isoenzyme de type C.
L'enzyme est observée avec des substrats dont l'altération en présence de peroxyde d'hydrogène H2O2 peut être suivie par spectrophotométrie,. Il existe de nombreux substrats conçus pour fonctionner avec la peroxydase de raifort, qui catalyse la conversion de substrats chromogènes en composés colorés, ou qui produit de la lumière à partir de substrats chimioluminescents ; on peut noter l'ABTS, l'OPD, le DAB, l'AEC (en) ou encore le TMB pour les réactions colorées ; l'acide homovanillique (en) et la tyramine pour la spectroscopie de fluorescence ; le luminol pour la production de lumière.

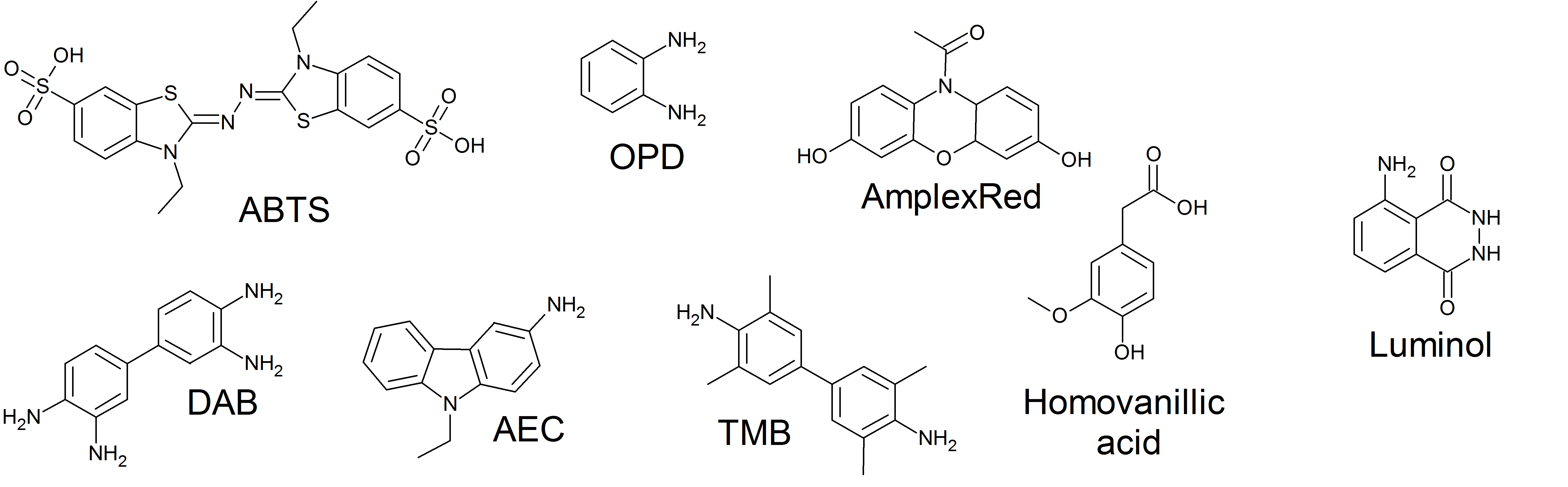
Structure de substrats utilisés avec la peroxydase de raifort.

## Applications
La peroxydase de raifort est une glycoprotéine d'environ 44 kDa — dont 33,9 kDa pour l'holoenzyme, 0,7 kDa pour les cofacteurs (hème et cations de calcium Ca2+) et 9,4 kDa pour la glycosylation — dont six résidus de lysine peuvent être conjugués pour marquer la molécule. Cela donne un dérivé coloré, fluorescent ou luminescent de la molécule marquée lorsqu'elle est incubée avec le substrat qui convient, ce qui permet de la détecter et d'en mesurer la quantité. La protéine HRP est souvent utilisée sous forme conjuguée avec une molécule cible qu'elle permet de marquer pour détection et quantification. Par exemple, un anticorps conjugué avec la peroxydase de raifort permet de détecter une faible quantité d'une protéine particulière dans le cadre d'un western blot. Dans ce cas, l'anticorps assure la spécificité chimique permettant de localiser la protéine intéressante, tandis que la peroxydase de raifort, en présence d'un substrat approprié, permet de produire un signal détectable. La protéine HRP est également couramment utilisée dans des techniques telles que la méthode immuno-enzymatique ELISA ou encore l'immunohistochimie en raison de sa nature monomérique et de la facilité avec laquelle elle donne des produits colorés. Elle est en particulier plus petite, plus stable et moins chère que d'autre enzymes concurrentes telles que la phosphatase alcaline. Sa vitesse de réaction plus élevée que la phosphatase acide ou la β-galactosidase permet en outre de produire des signaux forts en relativement peu de temps. Elle devient cependant rapidement instable en présence de fortes concentrations de phosphate,. 
Outre ces applications biomédicales, la peroxydase de raifort est également utilisée pour le traitement de certaines pollutions, notamment aux composés aromatiques hydroxylés dans les eaux usées industrielles.